# Balzan-Preis

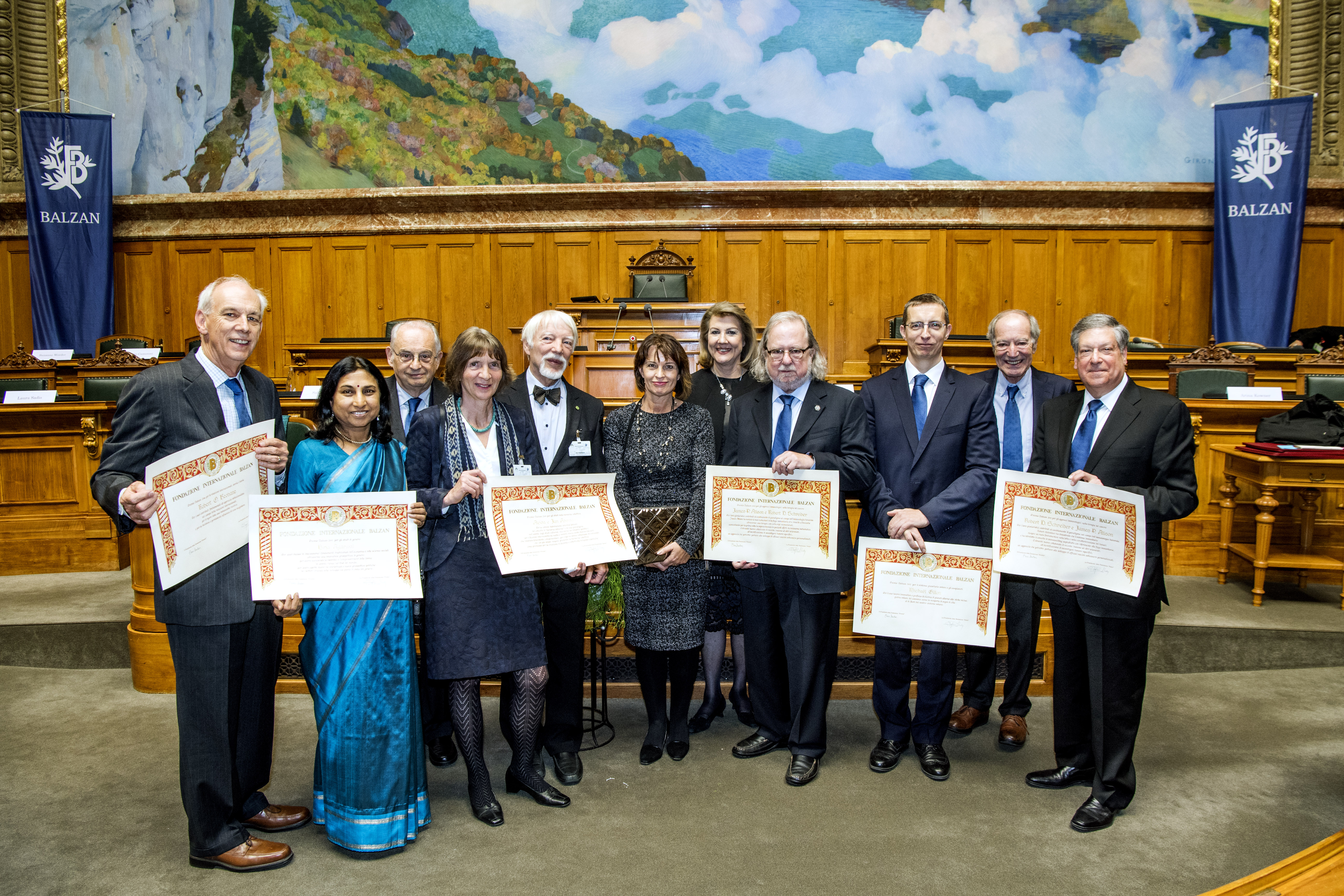
Die Verleihung des Balzan-Preises 2017 in Bern

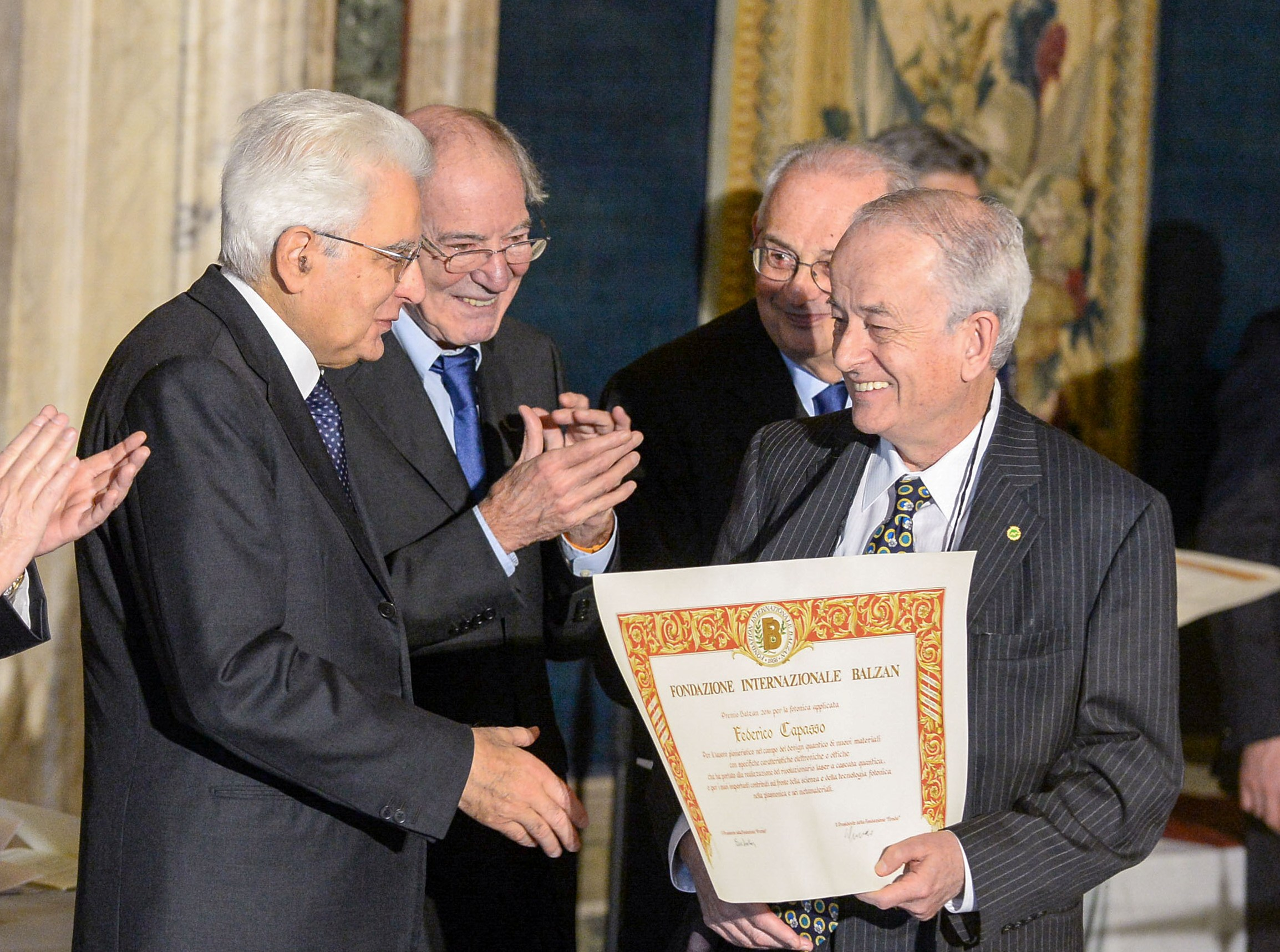
Der italienische Staatspräsident Sergio Mattarella übergibt den Balzan-Preis 2016 an Federico Capasso

Der Balzan-Preis ist eine seit 1961 von der Internationalen Balzan-Stiftung vergebene Auszeichnung zur Ehrung von herausragenden Wissenschaftlern aus den Geistes- und Naturwissenschaften sowie Persönlichkeiten im Bereich Kunst und Kultur.
Die Stiftung mit Sitz in Mailand trägt den Namen des italienischen Journalisten Eugenio Balzan (1874 bis 1953). Seine Tochter Angela Balzan gründete die Stiftung 1957 im schweizerischen Lugano aus dem Erbe ihres Vaters.
Balzan arbeitete anfänglich als Journalist beim Corriere della Sera und wurde dann dessen Geschäftsführer und Miteigentümer. 1933 verließ er Italien als Widerstand gegen faschistische Kreise, welche die Unabhängigkeit des Corriere bedrohten. Bis zu seinem Tod 1953 lebte Eugenio Balzan in der Schweiz.
1961 war die Nobelstiftung der erste Empfänger des Balzan-Preises. Seit 1979 werden jährlich vier Wissenschaftspreise verliehen. Alle drei bis fünf Jahre wird außerdem ein mit 1 Million Fr. (Stand 2021 etwa 920.000 Euro) ausgestatteter Balzan-Preis für Frieden, Humanität und Brüderlichkeit unter den Völkern vergeben. Der erste Balzan-Friedenspreis ging 1978 an Mutter Teresa, die im folgenden Jahr den Friedensnobelpreis erhielt.
Die Preisträger sowie die Fachgebiete der Preise werden von einem internationalen Komitee bestimmt, dem zurzeit 19 renommierte Natur- und Geisteswissenschaftler angehören. Im Jahr 2010 wurden Balzan-Preise in folgenden Sparten vergeben: in der Geschichte des Theaters in all seinen Ausdrucksformen, in der Geschichte Europas (1400–1700), in der reinen oder angewandten Mathematik sowie in der Biologie und den potenziellen Anwendungen von Stammzellen.
Die Verleihung der Preise erfolgt in jährlichem Wechsel in der Accademia Nazionale dei Lincei in Rom sowie im schweizerischen Parlament in Bern. Das Stiftungsvermögen wird in Zürich/Schweiz verwaltet.
Der Preis gehört dank seiner wissenschaftlichen Seriosität und der Höhe der Preissumme – jeder Preis ist mit 750.000 Schweizer Franken dotiert – zu den bedeutendsten wissenschaftlichen Auszeichnungen weltweit. Im Unterschied zu anderen internationalen Preisen wird der Balzan-Preis in jährlich wechselnden Fachbereichen verliehen.
- Anzahl Preise: jährlich vier
- Preissummen: je 750.000 Schweizer Franken; alle 3 bis 7 Jahre ein Friedenspreis à 1 Million Schweizer Franken.
- Preisgebiete: zwei im Bereich Geistes- und Sozialwissenschaften sowie Kunst; zwei im Bereich Naturwissenschaften, Physik, Mathematik und Medizin.
- Nachwuchsförderung: Seit 2001 müssen die Preisträger die Hälfte der Preissumme Forschungsprojekten von Nachwuchswissenschaftlern in ihrem Fachgebiet zukommen lassen.

## Preisträger
| Jahr | Laureat                                                                | Kategorie |
| ---- | ---------------------------------------------------------------------- | --- |
| 1961 | Nobelstiftung (SE)                                                     | Humanität, Frieden und Brüderlichkeit unter den Völkern |
| 1962 | Andrei Nikolajewitsch Kolmogorow (SU)                                  | Mathematik |
| 1962 | Karl von Frisch (AT)                                                   | Biologie |
| 1962 | Johannes XXIII. (IT)                                                   | Humanität, Frieden und Brüderlichkeit unter den Völkern |
| 1962 | Paul Hindemith (DE)                                                    | Musik |
| 1962 | Samuel Eliot Morison (USA)                                             | Geschichte |
| 1978 | Mutter Teresa (IN)                                                     | Humanität, Frieden und Brüderlichkeit unter den Völkern |
| 1979 | Ernest Labrousse (FR)                                                  | Geschichte |
| 1979 | Giuseppe Tucci (IT)                                                    | Geschichte |
| 1979 | Jean Piaget (CH)                                                       | Sozial- und politische Wissenschaften |
| 1979 | Torbjörn Caspersson (SE)                                               | Biologie |
| 1980 | Enrico Bombieri (IT)                                                   | Mathematik |
| 1980 | Hassan Fathy (EG)                                                      | Architektur und Stadtplanung |
| 1980 | Jorge Luis Borges (AR)                                                 | Philologie, Linguistik und Literaturkritik |
| 1981 | Dan McKenzie (GB)                                                      | Geologie und Geophysik |
| 1981 | Drummond Hoyle Matthews (GB)                                           | Geologie und Geophysik |
| 1981 | Frederick Vine (GB)                                                    | Geologie und Geophysik |
| 1981 | Josef Pieper (DE)                                                      | Philosophie |
| 1981 | Paul Reuter (FR)                                                       | Internationales öffentliches Recht |
| 1982 | Jean-Baptiste Duroselle (FR)                                           | Sozialwissenschaften |
| 1982 | Kenneth Vivian Thimann (GB/USA)                                        | Reine und angewandte Botanik |
| 1982 | Massimo Pallottino (IT)                                                | Altertumswissenschaften |
| 1983 | Edward Shils (USA)                                                     | Soziologie |
| 1983 | Ernst Mayr (DE/USA)                                                    | Zoologie |
| 1983 | Francesco Gabrieli (IT)                                                | Orientalistik |
| 1984 | Jan Hendrik Oort (NL)                                                  | Astrophysik |
| 1984 | Jean Starobinski (CH)                                                  | Literaturgeschichte und -kritik |
| 1984 | Sewall Wright (USA)                                                    | Genetik |
| 1985 | Ernst Gombrich (AT/GB)                                                 | Kunstgeschichte des Abendlandes |
| 1985 | Jean-Pierre Serre (FR)                                                 | Mathematik |
| 1986 | Hoher Flüchtlingskommissar der Vereinten Nationen                      | Humanität, Frieden und Brüderlichkeit unter den Völkern |
| 1986 | Jean Rivero (FR)                                                       | Grundrechte der Persönlichkeit |
| 1986 | Otto Neugebauer (AT/USA)                                               | Wissenschaftsgeschichte |
| 1986 | Roger Revelle (USA)                                                    | Ozeanographie/Klimatologie |
| 1987 | Jerome Bruner (USA)                                                    | Humanpsychologie |
| 1987 | Phillip Tobias (ZA)                                                    | Physische Anthropologie |
| 1987 | Richard W. Southern (GB)                                               | Geschichte des Mittelalters |
| 1988 | Michael Evenari (IL)                                                   | Angewandte Botanik (einschl. ökologische Aspekte) |
| 1988 | Otto Ludwig Lange (DE)                                                 | Angewandte Botanik (einschl. ökologische Aspekte) |
| 1988 | René Etiemble (FR)                                                     | Vergleichende Literatur |
| 1988 | Shmuel N. Eisenstadt (IL)                                              | Soziologie |
| 1989 | Emmanuel Levinas (FR/LT)                                               | Philosophie |
| 1989 | Leo Pardi (IT)                                                         | Ethologie |
| 1989 | Martin Rees (GB)                                                       | Hochenergie-Astrophysik |
| 1990 | J. Freeman Gilbert (USA)                                               | Geophysik (feste Erde) |
| 1990 | Pierre Lalive d’Epinay (CH)                                            | Internationales Privatrecht |
| 1990 | Walter Burkert (DE)                                                    | Altertumswissenschaften |
| 1991 | Abbé Pierre (FR)                                                       | Humanität, Frieden und Brüderlichkeit unter den Völkern |
| 1991 | György Ligeti (HU/AT)                                                  | Musik |
| 1991 | John Maynard Smith (GB)                                                | Genetik und Evolution |
| 1991 | Vitorino Magalhães Godinho (PT)                                        | Geschichte: Aufstieg Europas im 15. und 16. Jahrhundert |
| 1992 | Armand Borel (CH)                                                      | Mathematik |
| 1992 | Ebrahim M. Samba (GM)                                                  | Präventivmedizin |
| 1992 | Giovanni Macchia (IT)                                                  | Literaturgeschichte und -kritik |
| 1993 | Jean Leclant (FR)                                                      | Kunst und Archäologie des Altertums |
| 1993 | Lothar Gall (DE)                                                       | Geschichte: Gesellschaften des 19. und 20. Jh. |
| 1993 | Wolfgang H. Berger (DE/USA)                                            | Paläontologie mit besonderer Berücksichtigung der ozeanographischen Aspekte                                                                                  |
| 1994 | Fred Hoyle (GB)                                                        | Astrophysik (Evolution der Sterne) |
| 1994 | Martin Schwarzschild (DE/USA)                                          | Astrophysik (Evolution der Sterne) |
| 1994 | Norberto Bobbio (IT)                                                   | Rechtswissenschaft und Politik (Regierbarkeit der Demokratien)                                                                                               |
| 1994 | René Couteaux (FR)                                                     | Biologie (Struktur der Zelle, mit besonderer Berücksichtigung des Nervensystems)                                                                             |
| 1995 | Alan J. Heeger (USA)                                                   | Materialwissenschaften |
| 1995 | Carlo M. Cipolla (IT)                                                  | Wirtschaftsgeschichte |
| 1995 | Yves Bonnefoy (FR)                                                     | Geschichte und Kritik der Schönen Künste in Europa (vom Mittelalter bis zu den heutigen Tagen)                                                               |
| 1996 | Arno Borst (DE)                                                        | Geschichte: Kultur des Mittelalters |
| 1996 | Arnt Eliassen (NO)                                                     | Meteorologie |
| 1996 | Internationales Komitee vom Roten Kreuz                                | Humanität, Frieden und Brüderlichkeit unter den Völkern |
| 1996 | Stanley Hoffmann (AT/USA/FR)                                           | Politische Wissenschaften: Aktuelle internationale Beziehungen                                                                                               |
| 1997 | Charles Gillispie (USA)                                                | Wissenschaftsgeschichte und -philosophie |
| 1997 | Stanley Jeyaraja Tambiah (LK/USA)                                      | Sozialwissenschaften: Sozialanthropologie |
| 1997 | Thomas Wilson Meade (GB)                                               | Epidemiologie |
| 1998 | Andrzej Walicki (PL/USA)                                               | Geschichte: Kultur- und Sozialgeschichte der slawischen Welt von Katharina der Großen bis zu den russischen Revolutionen des Jahres 1917                     |
| 1998 | Harmon Craig (USA)                                                     | Geochemie |
| 1998 | Robert May (GB/AU)                                                     | Biodiversität |
| 1999 | John Huxtable Elliott (GB)                                             | Geschichte vom 16. bis 18. Jahrhundert |
| 1999 | Luigi Luca Cavalli-Sforza (IT/USA)                                     | Naturwissenschaftliche Erforschung der Herkunft des Menschen                                                                                                 |
| 1999 | Michail Gromow (RU/FR)                                                 | Mathematik |
| 1999 | Paul Ricœur (FR)                                                       | Philosophie |
| 2000 | Abdul Sattar Edhi (PK)                                                 | Humanität, Frieden und Brüderlichkeit unter den Völkern |
| 2000 | Ilkka Hanski (FI)                                                      | Umweltwissenschaften |
| 2000 | Martin Litchfield West (GB)                                            | Klassische Altertumskunde |
| 2000 | Michael Stolleis (DE)                                                  | Rechtsgeschichte der Neuzeit |
| 2000 | Michel Mayor (CH)                                                      | Instrumentation und Techniken in Astronomie und Astrophysik                                                                                                  |
| 2001 | Claude Lorius (FR)                                                     | Klimatologie |
| 2001 | James Sloss Ackerman (USA)                                             | Geschichte der Architektur (einschließlich Urbanistik und Landschaftsdesign)                                                                                 |
| 2001 | Jean-Pierre Changeux (FR)                                              | Kognitive Neurowissenschaften |
| 2001 | Marc Fumaroli (FR)                                                     | Literaturgeschichte und -kritik ab 1500 |
| 2002 | Anthony Grafton (USA)                                                  | Geschichte der Geisteswissenschaften |
| 2002 | Dominique Schnapper (FR)                                               | Soziologie |
| 2002 | Walter Gehring (CH)                                                    | Entwicklungsbiologie |
| 2002 | Xavier Le Pichon (FR)                                                  | Geologie |
| 2003 | Eric Hobsbawm (GB)                                                     | Europäische Geschichte seit 1900 |
| 2003 | Reinhard Genzel (DE)                                                   | Infrarot-Astronomie |
| 2003 | Serge Moscovici (FR)                                                   | Sozialpsychologie |
| 2003 | Wen-Hsiung Li (TW/USA)                                                 | Genetik und Evolution |
| 2004 | Colin Renfrew (GB)                                                     | Prähistorische Archäologie |
| 2004 | Gemeinschaft Sant’Egidio (IT)                                          | Humanität, Frieden und Brüderlichkeit unter den Völkern |
| 2004 | Michael Marmot (GB)                                                    | Epidemiologie |
| 2004 | Nikki R. Keddie (USA)                                                  | Die islamische Welt ab Ende des 19. bis Ende des 20. Jahrhunderts                                                                                            |
| 2004 | Pierre Deligne (BE)                                                    | Mathematik |
| 2005 | Lothar Ledderose (DE)                                                  | Kunstgeschichte Asiens |
| 2005 | Peter Hall (GB)                                                        | Sozial- und Kulturgeschichte der Stadt seit Anfang des 16. Jahrhunderts                                                                                      |
| 2005 | Peter Raymond Grant (GB)                                               | Populationsbiologie |
| 2005 | Barbara Rosemary Grant (GB)                                            | Populationsbiologie |
| 2005 | Russell J. Hemley (USA)                                                | Mineralphysik |
| 2005 | Ho-kwang Mao (USA/China)                                               | Mineralphysik |
| 2006 | Ludwig Finscher (DE)                                                   | Geschichte der abendländischen Musik seit 1600 |
| 2006 | Quentin Skinner (GB)                                                   | Geschichte und Theorie des politischen Denkens |
| 2006 | Paolo de Bernardis (IT)                                                | Beobachtende Astronomie und Astrophysik |
| 2006 | Andrew E. Lange (USA)                                                  | Beobachtende Astronomie und Astrophysik |
| 2006 | Elliot Meyerowitz (USA)                                                | Molekulargenetik der Pflanzen |
| 2006 | Christopher R. Somerville (USA)                                        | Molekulargenetik der Pflanzen |
| 2007 | Rosalyn Higgins (GB)                                                   | Völkerrecht seit 1945 |
| 2007 | Sumio Iijima (JP)                                                      | Nanowissenschaften |
| 2007 | Michel Zink (FR)                                                       | Europäische Literatur (1000–1500) |
| 2007 | Jules Hoffmann (FR)                                                    | Angeborene Immunität |
| 2007 | Bruce Beutler (USA)                                                    | Angeborene Immunität |
| 2007 | Karlheinz Böhm (AT)                                                    | Humanität, Frieden und Brüderlichkeit unter den Völkern |
| 2008 | Maurizio Calvesi (IT)                                                  | Geschichte der Bildenden Künste ab 1700 |
| 2008 | Thomas Nagel (USA)                                                     | Praktische Philosophie |
| 2008 | Ian H. Frazer (AUS)                                                    | Präventivmedizin, einschließlich Impfung |
| 2008 | Wallace Broecker (US)                                                  | Klimawissenschaft: Klimawechsel |
| 2009 | Terence Cave (GB)                                                      | Literatur seit 1500 |
| 2009 | Michael Grätzel (DE/CH)                                                | Materialwissenschaften |
| 2009 | Brenda Milner (GB/CAN)                                                 | Kognitive Neurowissenschaften |
| 2009 | Paolo Rossi Monti (IT)                                                 | Wissenschaftsgeschichte |
| 2010 | Manfred Brauneck (DE)                                                  | Geschichte des Theaters in all seinen Ausdrucksformen |
| 2010 | Carlo Ginzburg (IT)                                                    | Geschichte Europas (1400–1700) |
| 2010 | Jacob Palis (BRA)                                                      | Reine oder Angewandte Mathematik |
| 2010 | Shin’ya Yamanaka (JP)                                                  | Biologie und potenzielle Anwendungen von Stammzellen |
| 2011 | Peter Brown (IRL)                                                      | Geschichte des griechisch-römischen Altertums |
| 2011 | Bronisław Baczko (PL)                                                  | Die Zeit der Aufklärung |
| 2011 | Russell Scott Lande (USA)                                              | Theoretische Biologie oder Bioinformatik |
| 2011 | Joseph Silk (GB/USA)                                                   | Das frühe Universum (von der Planckzeit zu den ersten Galaxien)                                                                                              |
| 2012 | Ronald Dworkin (USA)                                                   | Theorie und Philosophie des Rechts |
| 2012 | Reinhard Strohm (DE)                                                   | Musikwissenschaft |
| 2012 | Kurt Lambeck (AUS)                                                     | Wissenschaften der festen Erde, unter besonderer Berücksichtigung interdisziplinärer Forschungsbeiträge                                                      |
| 2012 | David Baulcombe (GB)                                                   | Epigenetik |
| 2013 | Alain Aspect (FR)                                                      | Quantenmechanik |
| 2013 | Manuel Castells (E)                                                    | Soziologie moderne Kommunikationstechnologien |
| 2013 | Pascale Cossart (FR)                                                   | Molekularbiologie pathogener Bakterien |
| 2013 | André Vauchez (FR)                                                     | Geschichte des Mittelalters |
| 2014 | Mario Torelli (IT)                                                     | klassische Archäologie |
| 2014 | Ian Hacking (CND)                                                      | Epistemologie und Erkenntnistheorie |
| 2014 | David Tilman (USA)                                                     | Grundlegende und/oder angewandte Ökologie der Pflanzen |
| 2014 | Dennis Sullivan (USA)                                                  | Mathematik |
| 2014 | Vivre en Famille (FR)                                                  | Humanität, Frieden und Brüderlichkeit unter den Völkern |
| 2015 | Hans Belting (DE)                                                      | Geschichte der europäischen Kunst (1300–1700) |
| 2015 | Joel Mokyr (USA)                                                       | Wirtschaftsgeschichte |
| 2015 | Francis Halzen (USA)                                                   | Astroteilchenphysik einschließlich der Beobachtung von Neutrinos und Gammastrahlen                                                                           |
| 2015 | David M. Karl (USA)                                                    | Ozeanographie |
| 2016 | Piero Boitani (IT)                                                     | Vergleichende Literaturwissenschaft |
| 2016 | Reinhard Jahn (DE)                                                     | Molekulare und zelluläre Neurowissenschaften, einschließlich Aspekte der Entwicklung und Degeneration                                                        |
| 2016 | Federico Capasso (IT)                                                  | Angewandte Photonik |
| 2016 | Robert O. Keohane (USA)                                                | Internationale Beziehungen: Geschichte und Theorie |
| 2017 | Aleida Assmann (DE) und Jan Assmann (DE)                               | Kollektives Gedächtnis |
| 2017 | Bina Agarwal (IND/GB)                                                  | Gender Studies |
| 2017 | Robert D. Schreiber (USA) und James P. Allison (USA)                   | Immunologische Ansätze in der Krebstherapie |
| 2017 | Michaël Gillon (BEL)                                                   | Die Planeten des Sonnensystems und die Exoplaneten |
| 2018 | Eva Kondorosi (HUN/FR)                                                 | Chemische Ökologie |
| 2018 | Detlef Lohse (DE)                                                      | Fluiddynamik |
| 2018 | Jürgen Osterhammel (DE)                                                | Globalgeschichte |
| 2018 | Marilyn Strathern (GB)                                                 | Sozialanthropologie |
| 2018 | Stiftung terre des hommes – Kinderhilfe weltweit (CH)                  | Humanität, Frieden und Brüderlichkeit unter den Völkern |
| 2019 | Jacques Aumont (FR)                                                    | Filmwissenschaft |
| 2019 | Michael Cook (GB)                                                      | Islamwissenschaft |
| 2019 | Luigi Ambrosio (IT)                                                    | Theorie der partiellen Differentialgleichungen |
| 2019 | Erika von Mutius, Klaus Rabe, Werner Seeger und Tobias Welte (alle DE) | Pathophysiologie der Atmung: von der Grundlagenforschung zum Krankenbett                                                                                     |
| 2020 | Susan Trumbore (USA/DE)                                                | Dynamik des Systems Erde |
| 2020 | Joan Martínez Alier (ES)                                               | Umweltprobleme: Antworten aus den Geistes- und Sozialwissenschaften                                                                                          |
| 2020 | Jean-Marie Tarascon (FR)                                               | Umweltprobleme: Materialwissenschaften für erneuerbare Energie                                                                                               |
| 2020 | Antônio Augusto Cançado Trindade (BR)                                  | Menschenrechte |
| 2021 | Saul Friedländer (FR/IL)                                               | Holocaust- und Genozidforschung |
| 2021 | Jeffrey Gordon (USA)                                                   | Begründung der Forschungsrichtung ‚Mikrobiom‘ beim Menschen und das grundlegend neue Verständnis seiner Rolle für Gesundheit, Krankheit und Ernährungsstatus |
| 2021 | Alessandra Buonanno (IT/USA) und Thibault Damour (FR)                  | Gravitation: Physikalische und astrophysikalische Aspekte |
| 2021 | Giorgio Buccellati (IT) und Marilyn Kelly-Buccellati (IT/USA)          | Vorderasiatische Kunst und Archäologie |
| 2022 | Robert Langer (USA)                                                    | Biomaterialien für die Nanomedizin und die Gewebetechnik |
| 2022 | Dorthe Dahl-Jensen (DK) und Hans Oerlemans (NL)                        | Vereisung und Dynamik der Eisschicht |
| 2022 | Martha Nussbaum (USA)                                                  | Moralphilosophie |
| 2022 | Philip Bohlman (USA)                                                   | Ethnomusikologie |
| 2023 | David Damrosch (USA)                                                   | Weltliteratur |
| 2023 | Jean-Jacques Hublin (Frankreich)                                       | Evolution der Menschheit: Paläoanthropologie |
| 2023 | Eske Willerslev (Dänemark)                                             | Evolution der Menschheit: antike DNA und Evolution der Menschheit                                                                                            |
| 2023 | Heino Falcke (Deutschland)                                             | Hochauflösende Bilder von planetarischen Körpern bis zu kosmischen Objekten                                                                                  |
| 2023 | Fondazione Francesca Rava (Italien)                                    | Humanität, Frieden und Brüderlichkeit unter den Völkern |
| 2024 | John Braithwaite (Australien)                                          | Restaurative Justiz |
| 2024 | Lorraine Daston (USA / Deutschland)                                    | Wissenschaftsgeschichte (Neuzeit und Gegenwart) |
| 2024 | Michael N. Hall (USA / Schweiz)                                        | Biologische Mechanismen des Alterns |
| 2024 | Omar M. Yaghi (USA)                                                    | Nanoporöse Materialien für Umweltanwendungen |